# 羅崢
罗峥（1970年6月21日—），中国时装设计师，「金頂獎」得主，创立女装品牌 OMNIALUO（欧柏兰奴），担任董事长兼设计总监。

## 生平
- 1970年6月，出生于北京[1]。
- 1991年，深圳大学国际金融贸易专业毕业[1]。
- 1996年，创办深圳市歌蕾丝服装有限公司[1]。
- 2006年，成为第10届中国时装设计“金顶奖”获得者[2]。
- 2008年，登台“纽约时装周2009春夏”[3]。
- 2014年，担纲APEC会议领导人服装设计[4][5]。